# Helsingborg Arena
Helsingborg Arena er en multiarena i Helsingborg. Byggeriet blev påbegyndt i maj 2010 og den blev indviet 30. november 2012. Arenaen kan benyttes til indendørs idræt, koncerter og events.
Arenaen har plads til 5.000 tilskuere og ved koncerter kan kapaciteten udvides til 5.500. Helsingborg Arena ligger ved Olympia fodboldstadion.